# Espatlla Esparets
L'Espatlla Esparets és un cim de 3.078 m d'altitud, amb una prominència de 23 m, que es troba al nord del pic Boudrimont NW, al massís del Mont Perdut, província d'Osca (Aragó). Per a fer l'ascensió al cim es pot fer des del refugi de Pineta a (1.240 m).